# 聖米格爾德德桑帕拉多斯區
聖米格爾德德桑帕拉多斯區（西班牙語：San Miguel de Desamparados），是哥斯達黎加的一個區，位於該國中部聖何塞省，面積21.15平方公里，2011年人口31,573，人口密度每平方公里1,492.81人。